# Eurodryas nigra
Eurodryas nigra är en fjärilsart som beskrevs av Freke 1903. Eurodryas nigra ingår i släktet Eurodryas och familjen praktfjärilar. Inga underarter finns listade i Catalogue of Life.